# Magnolia Jazzband

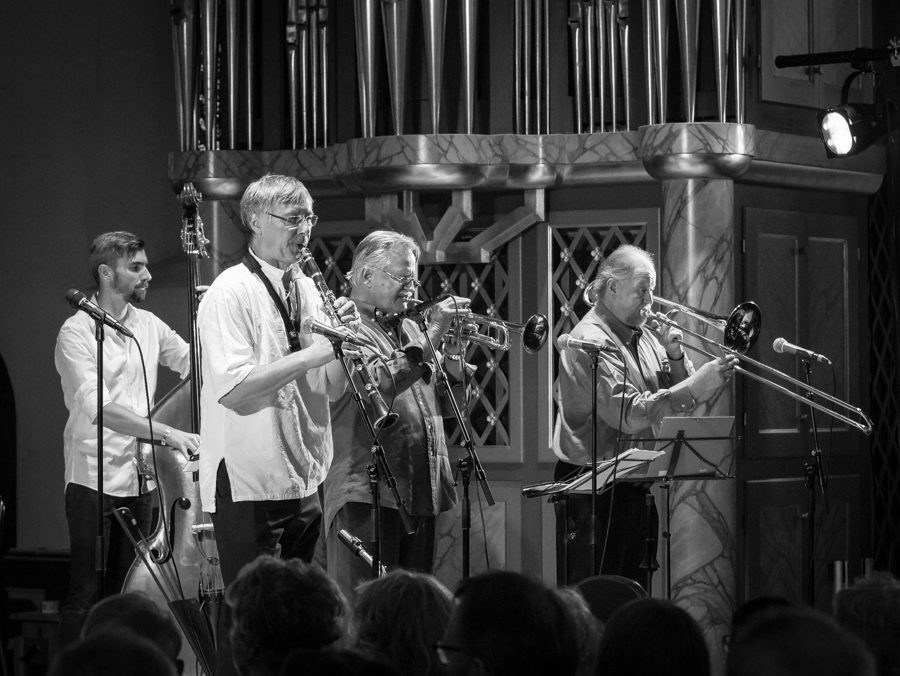
Magnolia Jazzband op het Oslo Jazzfestival 2017

De Magnolia Jazz Band (opgericht 1972 in Oslo) is een Noorse muziekband die New Orleans-gebaseerde traditionele jazz met rhythm and blues mengt. Initiatiefnemer was Gunnar Gotaas.
Hun eerste twee albums (op Herman Records) waren New Orleans Gospel in Molde Church met Lillian Boutté (1981) en Everywhere you go (1983). Op GHB Records verscheen met Aline White Just a Little While (1991), gevolgd door Fine and mellow met Topsy Chapman (1993), Magnolia anytime (1995), Christmastime (1996), en 25th anniversary concert met Al Carson (1998).In eigen beheer is A lovely way to spend an evening (2001) en In that old sweet garden of Eden opgenomen in de in Austmarka kerk (2002) uitgebracht.
De bezetting in 2001 was: Anders Bjørnstad trompet, Georg Michael Reiss klarinet en altsax, Gunnar Gotaas trombone, Haakon Gjesvik piano, Arild Holm banjo, Per Hobbel bas en Torstein Ellingsen drums. Andere medewerkers zijn Morten Gunnar Larsen piano, Oistein Isachsen klarinet en Johnnie Harper banjo. Ze traden voor het het laatst op tijdens het Oslo Jazzfestival 2006.